# فرودگاه صحرایی لاهه/گولیکر
فرودگاه صحرایی لاهه/گولیکر (به انگلیسی: Hague/Guliker Field Aerodrome) یک فرودگاه خصوصی است که یک باند فرود چمن دارد و طول باند آن ۷۳۲ متر است. این فرودگاه در کشور کانادا قرار دارد و در ارتفاع ۴۹۴ متری از سطح دریا واقع شده‌است.